# Административное деление Валлонии

Административно-территориальное деление Валлонии

В административно-территориальном отношении Валлонский регион Бельгии подразделяется на провинции, провинции — на административные округа, а те — на коммуны.
Текущее административно-территориальное деление установлено в 1995 году после внесения поправок в Конституцию Бельгии, предусматривавших разделение единой прежде провинции Брабант на две части между Фландрией и Валлонией и выделение Брюсселя в отдельный регион.

## Провинции
В состав Валлонии входит 5 провинций:
- Эно
- Валлонский Брабант
- Намюр
- Льеж
- Люксембург

В ведении властей провинций находятся вопросы образования, экономики, социальной сферы, обустройства инфраструктуры и путей сообщения, языковой и культурной политики.
Провинции пользуются определённой самостоятельностью, однако находятся под контролем вышестоящих властей (региона или языкового сообщества).
Исполнительная власть в провинциях осуществляется Провинциальной коллегией, в состав которой входят 6 человек.
Главой провинции является губернатор. Он обладает полномочиями по поддержанию безопасности и соблюдению правопорядка, а также несёт ответственность за организацию спасательных мероприятий в случае чрезвычайной ситуации. Губернаторы назначаются региональными властями Валлонии.

## Административные округа
Следующей ступенью административно-территориального деления являются административные округа. В Валлонии насчитывается 20 административных округов. Главой округа является окружной комиссар, назначаемый региональными властями по согласованию с федеральным центром. Окружной комиссар является официальным представителем губернатора и несет ответственность за соблюдение законности и поддержание правопорядка на вверенной ему территории.
Список административных округов Валлонии
| Провинция          | Округ               | Население (2006) | Площадь (км²) | Число коммун | Местоположение |
| ------------------ | ------------------- | ---------------- | ------------- | ------------ | -------------- |
| Валлонский Брабант | Округ Нивель        | 366 433          | 1091          | 27           |                |
| Эно                | Округ Ат            | 81 005           | 487           | 8            |                |
| Эно                | Округ Шарлеруа      | 421 728          | 555           | 14           |                |
| Эно                | Округ Монс          | 249 413          | 584           | 13           |                |
| Эно                | Округ Мускрон       | 70 384           | 101           | 2            |                |
| Эно                | Округ Суаньи        | 178 650          | 517           | 8            |                |
| Эно                | Округ Тюэн          | 146 968          | 934           | 14           |                |
| Эно                | Округ Турне         | 141 714          | 608           | 10           |                |
| Льеж               | Округ Юи            | 103 971          | 659           | 17           |                |
| Льеж               | Округ Льеж          | 590 708          | 797           | 24           |                |
| Льеж               | Округ Вервье        | 273 068          | 2016          | 29           |                |
| Льеж               | Округ Варем         | 72 259           | 390           | 14           |                |
| Люксембург         | Округ Арлон         | 54 918           | 317           | 5            |                |
| Люксембург         | Округ Бастонь       | 42 784           | 1043          | 8            |                |
| Люксембург         | Округ Марш-ан-Фамен | 52 800           | 954           | 9            |                |
| Люксембург         | Округ Нёшато        | 57 669           | 1355          | 12           |                |
| Люксембург         | Округ Виртон        | 50 370           | 771           | 10           |                |
| Намюр              | Округ Динан         | 103 122          | 1592          | 15           |                |
| Намюр              | Округ Намюр         | 292 281          | 1165          | 16           |                |
| Намюр              | Округ Филиппвиль    | 63 131           | 909           | 7            |                |

## Коммуны
Коммуны являются низшей административно-территориальной единицей Валлонии. Коммуна может состоять из одного или нескольких поселений, не имеющих статус города, небольшого города и нескольких сельских поселений или одного большого города (во фламандском и валлонском регионах). По состоянию на 2010 год в Валлонии насчитывается 262 коммуны.